# Società dei Naturalisti e Matematici di Modena
La Società dei Naturalisti e Matematici di Modena è un'associazione senza scopo di lucro fondata il 26 marzo 1865 da Giovanni Canestrini. Le finalità della società sono quelle di diffondere le scienze, promuovendo, in particolar modo la matematica, la fisica e le scienze naturali. Tra gli obiettivi vi è anche quello di aiutare l'incontro tra i cultori delle materie scientifiche.
Fra i soci fondatori: Francesco Coppi.
Fra i soci onorari: Charles Darwin, Joseph Dalton Hooker, Louis Pasteur, Philipp Franz von Siebold, Antonio Stoppani, Thomas Henry Huxley, Quintino Sella.

## Opere
Annualmente la società pubblica la rivista Atti della Societa dei naturalisti e matematici di Modena, fondata nel 1866.